# Myrcia marmeladensis
Myrcia marmeladensis là một loài thực vật có hoa trong Họ Đào kim nương. Loài này được Urb. & Ekman mô tả khoa học đầu tiên năm 1929.